# Panimerus denticulatus
Panimerus denticulatus är en tvåvingeart som beskrevs av Krek 1972. Panimerus denticulatus ingår i släktet Panimerus och familjen fjärilsmyggor. Inga underarter finns listade i Catalogue of Life.